# Suhai Imre
Suhai Imre, Suhai István (1920. július 12. – 1986.) magyar bajnok labdarúgó, csatár.

## Pályafutása
1939 és 1940 között a Ferencváros játékosa volt. Egy bajnoki címet szerzett a csapattal. A Fradiban összesen 21 mérkőzésen szerepelt (11 bajnoki, 10 nemzetközi) és öt gólt szerzett (2 bajnoki, 3 egyéb). Ezt követően a Zuglói Daniviában, majd a DiMÁVAG-ban szerepelt. 1945 és 1950 között tagja volt a sorozatban három bajnoki címet szerzett az Újpesti TE csapatának. 1952-től a Vasas Izzó játékosa lett.

## Sikerei, díjai
- Magyar bajnokság
  - bajnok: 1939–40, 1945-tavasz, 1945–46, 1946–47